# 43 Herculis
43 Herculis (i Herculis) é uma estrela na direção da Hercules. Possui uma ascensão reta de 16h 45m 49.89s e uma declinação de +08° 34′ 57.3″. Sua magnitude aparente é igual a 5.15. Considerando sua distância de 351 anos-luz em relação à Terra, sua magnitude absoluta é igual a −0.01. Pertence à classe espectral K5III.